# Mycetaea ciliata
Mycetaea ciliata là một loài bọ cánh cứng trong họ Mycetaeidae. Loài này được Arrow miêu tả khoa học năm 1948.